# Бучихин, Пётр Иванович
Пётр Иванович Бучи́хин (1906—1992) — советский учёный в области ядерных технологий, лауреат Сталинской премии (1951) и Ленинской премии (1958).

## Биография
Родился в 1906 году в д. Белявцы Вятской губернии в крестьянской семье. В 1925 году получил от райкома комсомола направление на рабфак имени Степана Халтурина в Кирове. После обучения на рабфаке поступил в МИТХТ имени М. В. Ломоносова, который окончил в декабре 1934 года.
Проходил практику на заводе А (Московский завод полиметаллов, Ленино Московской области), и туда же направлен по распределению. Работал инженером исследовательского отдела, начальником реактивного цеха и оборонного цеха № 3. В годы Великой Отечественной войны — заместитель главного инженера и начальник ЦНИЛ этого завода, который обеспечивал оборонную промышленность стратегическими сплавами металлов.
В 1946 году участвовал в пуске Подольского опытного завода (п/я 12) по изготовлении твэлов, и с начала 1947 до 1951 год руководил этим предприятием.
С апреля 1951 по 1957 год первый директор НИИ-10 (ВНИИХТ). Его основными задачами были обеспечение атомной промышленности разведанными запасами урана и металлов, необходимых для конструкционных материалов, разработка технологии эффективной переработки урановых руд для оборонного комплекса и народного хозяйства.
В 1957 — 1975 годах работал там же заместителем директора и начальником технологического отдела. Под его руководством запускались в производство новые урановые заводы в СССР и в странах Восточной Европы.
Доктор технических наук, профессор.

## Признание
- Сталинская премия третьей степени (1951) — за разработку методов производства химических продуктов
- Ленинская премия (1958) — за разработку и внедрение в промышленность процесса сорбции урана из рудных пульп.
- заслуженный изобретатель РСФСР (1964)
- орден Ленина (1954)
- орден Трудового Красного Знамени (1954)
- орден «Знак Почёта» (1962)
- медали.

Сочинения
- Литий, его химия и технология / Ю. И. Остроушко, П. И. Бучихин, В. В. Алексеева, Т. Ф. Набойщикова. — Москва: Атомиздат, 1960. — 199 с.: ил.

## Семья
- сын — Бучихин Евгений Петрович (р. 18 марта 1937 года в Москве), кандидат химических наук, старший научный сотрудник ВНИИХТ
- внучка — Наталия Евгеньевна Лансере (р. 9.11.1975) — композитор, автор стихов и песен.